# Деян Савичевич
Деян Савичевич (серб. Дејан Савићевић / Dejan Savićević, нар. 15 вересня 1966, Тітоград) — югославський футболіст, що грав на позиції півзахисника, нападника. По завершенні ігрової кар'єри — футбольний тренер.
Як гравець насамперед відомий виступами за клуб «Мілан», а також національну збірну Югославії. За опитуванням МФФІІС займає 79 місце серед найкращих гравців Європи XX століття.
З 2004 року очолює Футбольний союз Чорногорії.

## Клубна кар'єра

### Ранні роки
Деян народився в родині Володимира Савичевича та Войслави Дурович. Його батьки православного віросповідання.
Деян розпочав свою кар'єру в 15 років, граючи за молодіжний склад ОФК «Тітоград». Потім грав у тітоградській «Будучності», де вперше вийшов у матчі Кубка чемпіонів та дебютував у національній команді в матчі проти збірної Туреччини. Всього за команду провів шість сезонів, взявши участь у 130 матчах чемпіонату.

### «Црвена Звезда»
Після прекрасної гри в Тітограді, все більше югославських команд хотіли бачити у себе 21-річного Савичевича. Влітку 1989 року він вибирає «Црвену Звезду» через обов'язкову військову службу, яку Деян проходив з 1988 по 1989 рік, але з'являвся достатньо рідко. Державні начальники дозволяють грати Савичевичу лише в головних матчах, таких як ігри проти «Мілана» в Кубку чемпіонів, де обидві зустрічі закінчилися 1:1, а гру у Белграді навіть, за рішенням німецького судді Дітера Паулі, довелося перегравати через туман, але по пенальті далі пройшов «Мілан».
Савичевич допоміг «Црвені» виграти підряд три чемпіонських звання, два Кубка Югославії та перемогти в Кубку чемпіонів та Міжконтинентальному Кубку. Успіх у Кубку чемпіонів дозволив Савичевичу стати кандидатом на звання найкращого футболіста Європи, проте, за результатами опитування, він зайняв 2-е місце, поділивши його з партнером по «Црвене Звезді» Дарко Панчевим.

### «Мілан»
1992 року Савичевича запрошують до «Мілана», який терміново шукає заміну Марко Ван Бастену. У першому сезоні за «Мілан» Савичевич проводить 10 матчів та забиває 4 м'ячі. Наступного сезону він став постійним гравцем основи «россонері», яке виграло Серію А і Лігу чемпіонів, а сам Сільвіо Берлусконі, президент «Мілана», називає його «Генієм» після 30-метрового удару, який зробив рахунок 3:0 у фіналі.
У наступному сезоні «Мілан» знову опинився у фіналі кубка, але Савичевича не випускають на поле через травму, хоча він запевняє, що здоровий, а «Мілан» програє «Аяксу» 0:1.
Всього з «Міланом» Савичевич виграв 7 трофеїв, включаючи три «скудетто», одну Лігу чемпіонів і один Суперкубок Європи, однак, Деян часто піддавався критиці італійськими ЗМІ за слабку гру в матчах проти команд-аутсайдерів.

### Завершення кар'єри
З червня 1998 по січень 1999 року Савичевич лишався без клубу, після чого вирішив повернутися в «Црвену Звезду». Проте заграти в белградському клубі Деян після великої перерви не зумів, зігравши до кінця сезону лише в трьох матчах чемпіонату, а «Црвена Звезда» займає лише третє місце в чемпіонаті, що розглядається ними як провал.
Після завершення сезону Деян відправився в австрійський «Рапід» (Відень). В першому ж сезоні 1999-00 Савичевичу вдалося забити 11 голів в 22 матчах чемпіонату, що допомогло клубу посіти третє місце. У сезоні 2000/01 Деян забивши сім м'ячів і стількох же іграх, і зайняв з клубом друге місце в чемпіонаті, а в травні 2001 року, після чергової травми, він вирішив закінчити свою футбольну кар'єру.

## Виступи за збірні
1987 року у складі молодіжної збірної Югославії став переможцем молодіжного чемпіонату Європи в Чилі.
1988 року дебютував в офіційних матчах у складі національної збірної Югославії.
У складі збірної був учасником чемпіонату світу 1990 року в Італії, де зіграв у трьох матчах команди, а збірна дійшла до чвертьфіналу турніру.
Після розпаду СФРЮ став виступати за збірну СР Югославії, разом з якою взяв участь у чемпіонаті світу 1998 року у Франції, де зіграв у двох матчах.
Протягом кар'єри у національних збірних провів у їх формі 55 матчів, забивши 22 голи.

## Тренерська кар'єра
Савичевич два роки тренував національну збірну Югославії, але цей період був повною протилежністю його блискучої кар'єри гравця. Після відходу у травні 2001 року Милована Дорича після всього лише трьох місяців роботи, Савичевичу було запропоновано очолити національну команду та вивести її на ЧС-2002. Громадськість з радістю сприйняла призначення молодого тренера.
Спочатку Савичевич був частиною комісії з трьох осіб у складі самого Деяна, Вуядина Бошкова та Івана Курковича, але в грудні 2001 року самостійно очолив команду. Сам він стверджував, що прийняв роботу тимчасово, лише після того, як Душан Бажевич відмовився від пропозиції очолити збірну, а нового постійного тренера могли назвати до літа 2002 року. Однак, Савичевич залишався на посаді тренера національної команди до червня 2003 року. Він не зміг домогтися міцності команди, він часто сперечався з висхідною зіркою Матеєжю Кежманом. Дійшло до того, що Кежман відмовився грати в збірній під керівництвом Савичевича. Савичевича залишає збірну після прикрої поразки від збірної Азербайджану в червні 2003 року, що стала п'ятою поспіль поразкою югославів. Результати національної команди під його керівництвом виглядають так: 4 перемоги, 11 поразок і 2 нічиї, в доповненні до 4-х перемог, 2 нічиїх і 2 поразок в складі комісії.

### Адміністративно-політична кар'єра
Влітку 2004 року 37-річний Савичевич став президентом Футбольного союзу Чорногорії, який був у той час частиною Футбольного союзу Сербії та Чорногорії. Савичевич публічно закликав до незалежності Чорногорії, ставши одним з головних учасників Руху за незалежність Чорногорії. Він стояв поруч та виступав на зборах разом з чорногорським прем'єр-міністром Міло Джукановичем, його обличчя було на плакатах з написом «YES!», переконуючих чорногорців голосувати на референдумі за незалежність.
Навесні 2006 року він давав інтерв'ю «NTV Чорногорія», де говорив що грав у «кількох підстроєних матчах», коли виступав за «Будучность» в старій югославської лізі. Так само стверджував, що чемпіонат 2005/06 був, головним чином, підлаштований, але Савічевіч відмовився викривати або забезпечувати свідоцтво в суді, кажучи, що не хоче бути вбитим через футбол, як Бранко Буланович.

### Приватне життя
Савичевич був одружений з Валентиною Бражович, але розлучився з нею в 2000 році, у них дві дитини.
1 жовтня 2005 року Савичевич потрапив в автомобільну аварію на вулиці у Подгориці. Він зламав обидві руки, після того, як його мотоцикл врізався транспортний засіб, який перебував попереду, гальмуючи боком та приземлившись на тротуарі. Період відновлення тривав близько 6-ти місяців.

## Статистика виступів

### Статистика клубних виступів
| Чемпіонат | Чемпіонат        | Чемпіонат  | Ліга | Ліга |
| Сезон     | Клуб             | Ліга       | Ігри | Голи |
| Югославія | Югославія        | Югославія  | Ліга | Ліга |
| --------- | ---------------- | ---------- | ---- | ---- |
| 1982/83   | «Будучност» Т    | Перша ліга | 2    | 0    |
| 1983/84   | «Будучност» Т    | Перша ліга | 7    | 1    |
| 1984/85   | «Будучност» Т    | Перша ліга | 29   | 6    |
| 1985/86   | «Будучност» Т    | Перша ліга | 32   | 10   |
| 1986/87   | «Будучност» Т    | Перша ліга | 31   | 9    |
| 1987/88   | «Будучност» Т    | Перша ліга | 29   | 10   |
| 1989/90   | «Црвена Звезда»  | Перша ліга | 25   | 10   |
| 1990/91   | «Црвена Звезда»  | Перша ліга | 25   | 8    |
| 1991/92   | «Црвена Звезда»  | Перша ліга | 22   | 5    |
| Італія    | Італія           | Італія     | Ліга | Ліга |
| 1992/93   | «Мілан»          | Серія A    | 10   | 4    |
| 1993/94   | «Мілан»          | Серія A    | 20   | 0    |
| 1994/95   | «Мілан»          | Серія A    | 19   | 9    |
| 1995/96   | «Мілан»          | Серія A    | 23   | 6    |
| 1996/97   | «Мілан»          | Серія A    | 17   | 1    |
| 1997/98   | «Мілан»          | Серія A    | 8    | 0    |
| 1998/99   | «Мілан»          | Серія A    | 0    | 0    |
| Сербія    | Сербія           | Сербія     | Ліга | Ліга |
| 1998/99   | «Црвена Звезда»  | Перша ліга | 3    | 0    |
| Австрія   | Австрія          | Австрія    | Ліга | Ліга |
| 1999/00   | «Рапід» (Відень) | Бундесліга | 22   | 11   |
| 2000/01   | «Рапід» (Відень) | Бундесліга | 22   | 7    |
| Країна    | Югославія        | Югославія  | 202  | 59   |
| Країна    | Сербія           | Сербія     | 3    | 0    |
| Країна    | Італія           | Італія     | 97   | 20   |
| Країна    | Австрія          | Австрія    | 44   | 18   |
| Всього    | Всього           | Всього     | 346  | 97   |

### Збірна
| Збірна Югославії | Збірна Югославії | Збірна Югославії |
| Роки             | Ігри             | Голи             |
| ---------------- | ---------------- | ---------------- |
| 1986             | 1                | 1                |
| 1987             | 2                | 0                |
| 1988             | 4                | 3                |
| 1989             | 5                | 1                |
| 1990             | 5                | 0                |
| 1991             | 9                | 6                |
| 1992             | 1                | 0                |
| Всього           | 27               | 11               |

| Збірна Сербії і Чорногорії | Збірна Сербії і Чорногорії | Збірна Сербії і Чорногорії |
| Роки                       | Ігри                       | Голи                       |
| -------------------------- | -------------------------- | -------------------------- |
| 1994                       | 2                          | 0                          |
| 1995                       | 3                          | 3                          |
| 1996                       | 6                          | 4                          |
| 1997                       | 9                          | 3                          |
| 1998                       | 4                          | 0                          |
| 1999                       | 4                          | 1                          |
| Всього                     | 28                         | 11                         |

## Титули і досягнення
- Чемпіон Югославії (3):

«Црвена Звезда»: 1989-90, 1990-91, 1991-92
- Чемпіон Італії (3):

«Мілан»: 1992–93, 1993–94, 1995–96
- Володар Суперкубка Італії (3):

«Мілан»: 1992, 1993, 1994
- Переможець Ліги чемпіонів УЄФА (2):

«Црвена Звезда»: 1990-91
«Мілан»: 1993-94
- Володар Міжконтинентального кубка (1):

«Црвена Звезда»: 1991
- Володар Суперкубка Європи (1):

«Мілан»: 1994